# Ferocactus glaucescens

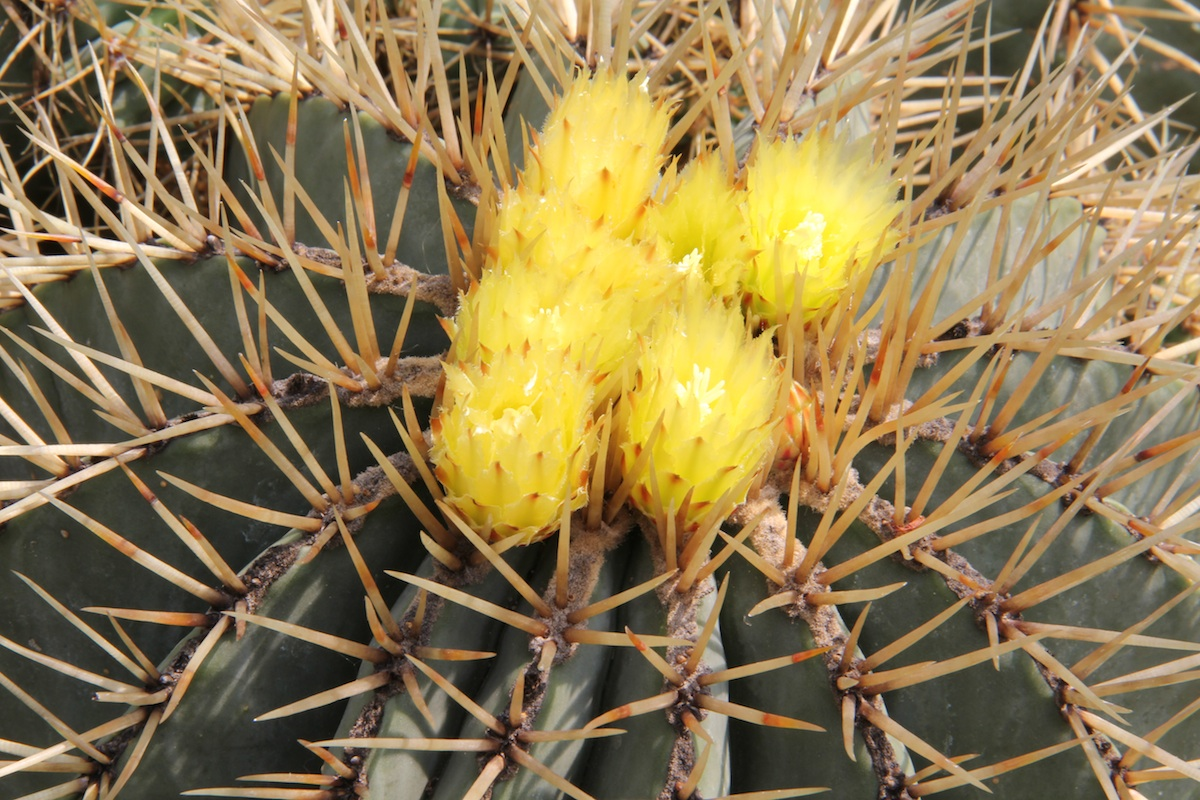
Blüten an Ferocactus glaucescens

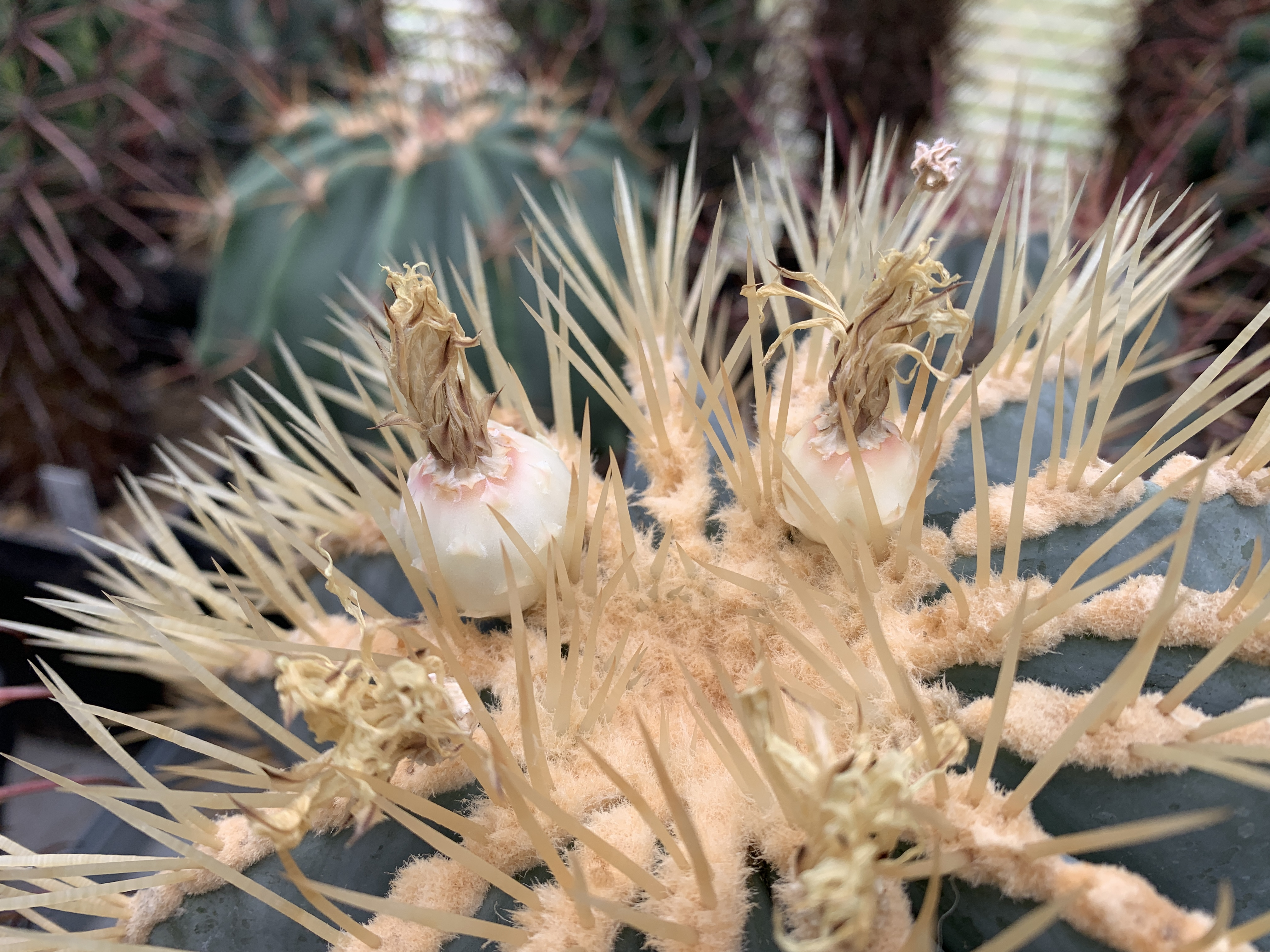
Früchte an Ferocactus glaucescens

Ferocactus glaucescens ist eine Pflanzenart aus der Gattung Ferocactus in der Familie der Kakteengewächse (Cactaceae). Das Artepitheton glaucescens leitet sich von den lateinischen Worten glaucus für ‚blaugrün‘ sowie -escens für ‚werdend‘ ab und verweist auf die Farbe der Triebe der Art.

## Beschreibung
Ferocactus glaucescens wächst einzeln oder verzweigt mit kugelförmigen, blaugrün bereiften Trieben und erreicht bei Durchmessern von bis zu 50 Zentimetern Wuchshöhen von bis zu 45 Zentimeter und mehr. Die Triebe sind an ihrem Scheitel leicht niedergedrückt. Es sind 12 bis 17 scharfkantige Rippen vorhanden, die nicht gehöckert sind. Die darauf befindlichen Areolen sind verlängert und häufig miteinander verbunden. Die priemlichen, gelben Dornen sind bis zu 3,5 Zentimeter lang und lassen sich nur schwer in Mittel- und Randdornen unterscheiden. Es sind ein einzelner Mitteldorn und bis zu 6 bis 7 Randdornen vorhanden.
Die glockenförmigen, gelben Blüten erreichen eine Länge von bis zu 4,5 Zentimeter und weisen Durchmesser von 2,5 bis 3,5 Zentimeter auf. Die kugelförmigen, weißlichen oder gelbliche, rot überhauchten Früchte sind fleischig. Sie sind bis 2,5 Zentimeter lang und mit gelblichen, bewimperten Schuppen besetzt.

## Verbreitung, Systematik und Gefährdung
Ferocactus glaucescens ist in den mexikanischen Bundesstaaten Guanajuato, Hidalgo, Querétaro und San Luis Potosí verbreitet.
Die Erstbeschreibung als Echinocactus glaucescens erfolgte 1828 durch Augustin-Pyrame de Candolle. Nathaniel Lord Britton und Joseph Nelson Rose stellten sie 1922 in die Gattung Ferocactus. Ein nomenklatorisches Synonym ist Parrycactus glaucescens (DC.) Doweld (2000).
In der Roten Liste gefährdeter Arten der IUCN wird die Art als „Least Concern (LC)“, d. h. als nicht gefährdet geführt.

## Nachweise